# NGC 1432
NGC 1432, ou la nébuleuse de Maïa est une nébuleuse par réflexion située dans la constellation du Taureau. Elle a été découverte par les astronomes français Paul-Pierre Henry et Prosper-Mathieu Henry le 16 novembre 1885.
Cette nébuleuse entoure Maïa, une étoile de l'amas des Pléiades (M45). M45 est à environ 444 pc (∼1 450 al) et la dimension réelle de la nébuleuse de Maïa est donc d'environ 3,4 années-lumière. 